# Pseudotocepheus szentivanyorum
Pseudotocepheus szentivanyorum är en kvalsterart som beskrevs av Balogh och Sandór Mahunka 1978. Pseudotocepheus szentivanyorum ingår i släktet Pseudotocepheus och familjen Tetracondylidae. Inga underarter finns listade i Catalogue of Life.